# Schichtenfiltration
Die Schichtenfiltration wird zur Klär-, Fein- und Sterilfiltration verschiedener Fluide verwendet. Dabei werden ca. 4–5 mm dicke Filterschichten zwischen Platten mit Trub- und Klarseiten eingesetzt. Es handelt sich um ein diskontinuierliches Filtrationsverfahren. Die Wirkungsweise setzt sich aus der Siebwirkung und einer zusätzlichen adsorptiven Komponente zusammen.
Schichtenfilter haben zur Klärung und Feinfiltration von Weinen, Spirituosen, Fruchtsäften und Bier je nach Betriebsgröße einen hohen Stellenwert, wobei ihnen im Falle mikrobiologisch gefährdeter Produkte häufig überprüfbare Membrankerzen nachgeschaltet werden.
Entsprechend der Bedeutung der Schichtenfiltration wird ständig an der Weiterentwicklung der Schichten gearbeitet. Selbst in jüngerer Vergangenheit wurden zum Teil deutliche Fortschritte gemacht:
- Verbesserung des Abdichtverhaltens zur Minimierung der Tropfverluste des „offenen Systems“
- Reduzierung der „Schichtengeschmacksabgabe“ im Interesse einer sehr kurzen Wasserspülung verbunden mit Wasser- und Zeitersparnis, dadurch keinerlei negative Beeinflussung der ersten Filtratmengen
- Optimierung der kinetischen Ladungsverhältnisse mit dem Ziel eines besseren Filtrationseffektes und einer geringen initialen Farbstoffadsorption.

## Geschichte
1913 entwickelte Friedrich Schmitthenner den ersten vorkonfektionierten Filter der EK (Entkeimungsfilterschicht). Durch die jetzt mögliche Kaltsterilfüllung wurden die Wein-Kellerwirtschaft und die Süßmostbereitung in der Welt auf eine neue Grundlage gestellt.
Aber wie viele Erfindungen wurde auch die EK-Filterschicht militärisch genutzt. Dort wo kein keimfreies Wasser vorhanden war, hat sich der EK-Filter z. B. in der Hygiene als segensreich erwiesen. Im militärischen Bereich wurde er als Tornisterfilter (20x20) zur Herstellung keimfreien Wassers zur Erhaltung der Gesundheit der Soldaten eingesetzt.